# Intendencia de Trujillo
La Intendencia de Trujillo (en su época Truxillo), fue una de las divisiones territoriales de la Corona española en el norte del Virreinato del Perú. Fue creada en 1784 y subsistió hasta el 12 de febrero de 1821 cuando el general José de San Martín creó el departamento de Trujillo dentro del Protectorado.
El gobernador intendente de Trujillo tenía competencia en las materias de justicia (subordinado a la Real Audiencia de Lima), hacienda (asuntos fiscales y de gastos públicos, subordinado al virrey del Perú), guerra (subordinado al virrey) y policía (fomento de la economía). Eclesiásticamente, la provincia formaba parte del Obispado de Trujillo sufragánea de la Arquidiócesis de Lima. 
Los subdelegados partidarios tenían las mismas atribuciones que el gobernador intendente dentro de su jurisdicción.

## Antecedentes
El 6 de diciembre de 1534 Diego de Almagro fundó la Villa de Trujillo. 
Cuando el virrey Francisco de Toledo el 22 de diciembre de 1574 reorganizó los corregimientos de indios (o de naturales), que habían sido creados por el gobernador Lope García de Castro en 1565, dispuso que los corregimientos de Cajamarca, Chicama y Chimo o Chiclayo, Piura y Paita, Santa, y Saña dependieran del Corregimiento de españoles de Trujillo y los corregimientos de Cajamarquilla, Los Pacllas, y Luya y Chillaos dependieran del de Chachapoyas. Todos en el distrito de la Real Audiencia de Lima. En 1611 Los Pacllas fue anexado a Chachapoyas, en 1635 Chicamo o Chiclayo fue anexado a Saña y en 1773 Luya, Chillaos y Lamas fue anexado a Chachapoyas.
El 24 de marzo de 1614 fue establecido el Obispado de Trujillo con los corregimientos de: Trujillo, Cajamarca, Chiclayo, Piura y Paita, Saña, Cajamarquilla, Los Pacllas, Luya y Chillaos, y Jaén de Bracamoros. En 1759 el corregimiento de Huamachuco fue formado del de Cajamarca.

## La intendencia
Los corregimientos fueron suprimidos en 1784, por el rey Carlos III y reemplazados por las intendencias. Con el territorio del Obispado de Trujillo (excepto Jaén de Bracamoros) se creó la Intendencia de Trujillo. Los corregimientos pasaron a ser partidos de la intendencia.
El sistema de intendencias fue establecido en el Virreinato del Perú mediante la orden real de 5 de agosto de 1783, siendo aplicada la Real Ordenanza de Intendentes del 28 de enero de 1782. El primer intendente de Trujillo fue Fernando de Saavedra, quien asumió en 1784, nombrado por el virrey a propuesta del visitador general Jorge Escobedo y Alarcón y aprobado por el rey el 24 de enero de 1785.
En 1787 fue creado el partido de Huambos, Gambos o Chota. En 1802 (efectivo el 14 de julio de 1805) al crearse la Comandancia General de Maynas, los pueblos de Lamas, Moyobamba y Tarapoto, hasta entonces parte del partido de Chachapoyas, fueron transferidos a ella.

## Independencia

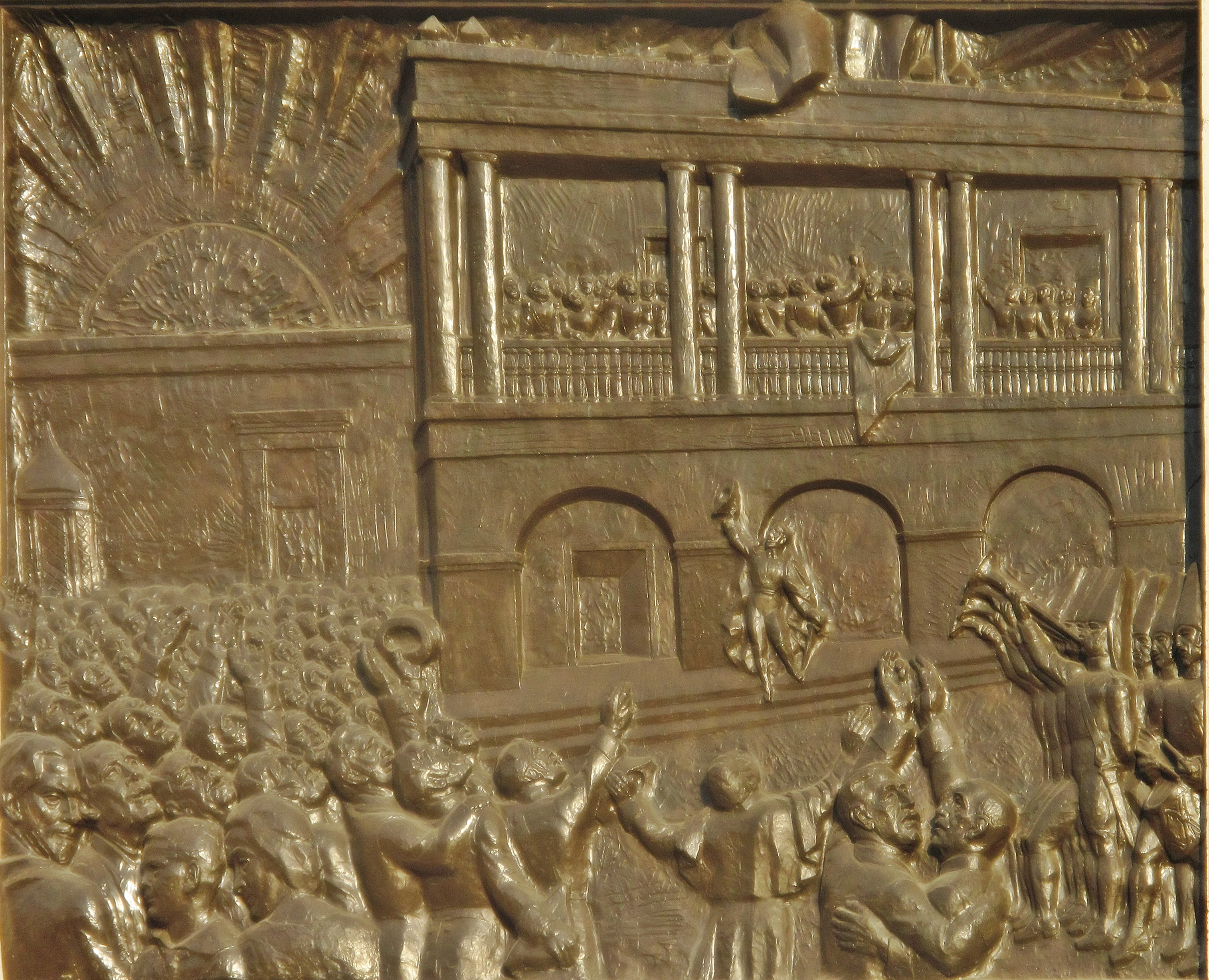
Placa en el Monumento a la Libertad recordando la proclamación de la Independencia de Trujillo por el Marqués de Torre Tagle.

Luego del desembarco del general José de San Martín en Paracas en septiembre de 1820, el intendente de Trujillo, José Bernardo de Tagle encabezó un movimiento independentista que culminó con la declaración de la independencia el 29 de diciembre de 1820.
El 12 de febrero de 1821 José de San Martín dictó un Reglamento Provisional, disponiendo la creación del Departamento de Trujillo:

1. El territorio que actualmente se halla bajo la protección del ejército libertador, se dividirá en cuatro departamentos, comprehendidos en estos términos: los partidos del Cercado de Trujillo, Lambayeque, Piura, Cajamarca, Huamachuco, Pataz, y Chachapoyas, forman el Departamento de Trujillo con las doctrinas de su dependencia: (...)

2. En cada sección de estas, habrá un presidente de departamento: la residencia de los dos primeros, será en Trujillo, y Tarma; la del tercero en Huaráz, y la del cuarto en Huaura.

## Intendentes
- Fernando de Saavedra (1784-1791)
- Vicente Gil de Taboada (1791-1820)
- José Bernardo de Tagle y Portocarrero (1820-1821)

## Partidos
Las siete intendencias originales del virreinato peruano se dividieron en 55 partidos, los cuales comprendían 483 doctrinas o parroquias y 977 anexos. La distribución por intendencia era la siguiente: Lima 9 partidos, Trujillo 7, Arequipa 8, Tarma 9, Huancavelica 4, Huamanga 7 y Cuzco 11.
| Partido     | Cabecera                |
| ----------- | ----------------------- |
| Trujillo    | Trujillo                |
| Piura       | San Miguel de Piura     |
| Cajamarca   | Cajamarca               |
| Chachapoyas | San Juan de la Frontera |
| Saña        | Zaña                    |
| Pataz       | Pataz                   |
| Huamachuco  | Huamachuco              |